# امامزاده احمد (بیمرغ)
مزار امامزاده احمد بیمرغ مربوط به دوره صفوی - دوره قاجار است و در شهرستان گناباد، دهستان پس کلوت، روستای بیمرغ واقع شده و این اثر در تاریخ ۵ آذر ۱۳۸۰ با شمارهٔ ثبت ۴۴۹۸ به‌عنوان یکی از آثار ملی ایران به ثبت رسیده است.